# Зарубежные фильмы, выпущенные в советский прокат в 1946 году
Список из 2 зарубежных фильмов, выпущенных в советский кинопрокат в 1946 году. Месяцем выпуска считается время первой демонстрации в Москве.
Закупкой зарубежных фильмов для советского кинопроката занималось Всесоюзное объединение по экспорту и импорту кинофильмов «Совэкспортфильм», с ноября 1945 до июля 1953 года входившее в ведомство Комитета кинематографии. Некоторые фильмы в прокат выпускались в другом формате. Иногда цветные фильмы в массовом тираже выпускались черно-белыми, а также делались изъятия некоторых, как правило, незначительных для общего сюжета сцен и эпизодов.
| Прокатное название на русском языке | Оригинальное название и год выхода   | Производство | № месяца |
| ----------------------------------- | ------------------------------------ | ------------ | -------- |
| Балерина                            | «The Men in Her Life» (англ.) (1941) | США          | 06       |
| Степные витязи                      | «Цогт тайж» (монг.) (1945)           | Монголия     | 09       |